# 胡文瑞 (流体力学家)
胡文瑞（1936年4月4日—），原籍湖北武昌，生于上海，中国流体力学专家。1958年毕业于北京大学数学力学系流体力学专业。中国科学院力学研究所研究员。1995年当选为中国科学院院士。